# La gira (serie de televisión)
La gira es una serie de televisión española estrenada en 2011, creada y producida por Capitán Araña para Disney Channel España. Su estreno fue el 4 de marzo de 2011. Obteniendo así la máxima cifra de audiencia de la temporada para Disney España. También, a raíz del éxito de la serie, se han hecho adaptaciones, como In tour desde Italia y On tour desde Países Bajos.
El proyecto cuenta con un elenco compuesto por actores como Lucía Gil, ganadora de la primera edición de My Camp Rock, Paula Dalli, finalista del mismo concurso, Daniel Sánchez y Ramón San Román. Otros como Andrea Guasch (Cambio de Clase, Cuéntame como pasó o Acusados) junto con otros actores juveniles que protagonizan como Jorge Clemente (La pecera de Eva, Balada triste de trompeta, Ángel o demonio, El Club de los Incompendidos ) y Alba Celma (De repente, los Gómez o La pecera de Eva). Junto a ellos en el papel de los adultos de la serie, a como José Ramón Iglesias, Raquel Infante y José María Sacristán.
La primera temporada de La gira consta de 26 capítulos de unos 6-8 minutos de duración.
La segunda temporada de La gira consta de 26 episodios, emitidos de dos en dos de unos 8-20 minutos de duración y también finalizó en 12 de julio de 2013.
El 13 de marzo salió a al venta el CD de música de la serie.

## Personajes

### Pop4U
- Lucía Gil. Como Laura. Es la vocalista principal de los Pop4U. Le gusta Lucas (Jorge Clemente). Siempre está cantando con alegría con su grupo;es la integrante de los Pop4U que tiene más fanes. Es la más joven del grupo y del elenco.
- Paula Dalli. Como Carolina (Carol) : Es la cantante y guitarrista de los Pop4U. Es responsable, muy trabajadora y una histérica del orden. Está locamente enamorada de Bruno, y se lo intenta decir varias veces, sin éxito, ya que él no piensa en ella de esa manera. En el último capítulo de la serie se besa con Bruno.
- Daniel Sánchez García. Como Bruno. Es el guitarrista de los Pop4U. Es vago y muy aficionado a hacer bromas pesadas. Es el guapo del grupo y el único chico, hasta la llegada de Alex. Le gusta Carol ya que en algunos episodios se le ve molesto y está celoso por la amistad que mantienen Carol y Álex; pero todavía no lo tiene muy claro. En el último capítulo de "La Gira" se descubre que está enamorado de Carol y se besa con ella.

### Los Cuervo
- Andrea Guasch. Como Sara. Es la cantante y líder de "Los Cuervo". Es presumida, mala y caprichosa. Odia el éxito de los Pop4u y hará cualquier cosa para fastidiarles. Es la hermana de Lucas y Marcos. No soporta que Laura sea la líder de la gira.
- Jorge Clemente. Como Lucas. Es el bajista de "Los Cuervo". Es el más bueno de sus hermanos. Si por él fuera, dejaría el grupo y se dedicaría a la tecnología. A veces no puede con la competitividad de sus hermanos. No se da cuenta de que Laura le quiere. Es el más pequeño de Los Cuervo.
- Ramón San Román como Marcos. Es el batería de "Los Cuervo". A pesar de su edad, tiene una mentalidad muy infantil. Es el mayor de sus hermanos.

### Secundarios
- Alba Celma como Maika (temporadas 1-2): Es la fan número 1 de los Pop4U. Está obsesionada con el grupo. Es la hija del chófer. En la segunda temporada, es la encargada de la zona fan.
- Pablo Raya como Álex (temporada 2): Es el bailarín y coreógrafo de los conciertos de los Pop4U y Los Cuervo. Es creativo, optimista y no puede quedarse quieto. Se acercará a Carol y Bruno se pondrá muy celoso.
- Jose Ramón Iglesias como Charly (temporadas 1-2): Es el mánager de los Pop4U. Le importa mucho el dinero y la fama de los Pop4U. No se quiere gastar más de lo necesario.
- Alejandro Menéndez como Edy (temporada 2): Es el fan nº 1 de Los Cuervo. Le gusta Sara.
- Raquel Infante como Gloria (temporada 1): Es la coreógrafa de los Pop4U y Los Cuervo.
- José María Sacristán como Julio (temporada 1): Es el chófer del motorhome y padre de Maika.

### Personajes episódicos
- Jorge Toledo como repartidor de flores (1x02)
- José Carlos Robles como guardia civil 1 (1x04)
- Carlos Matas como guardia civil 2 (1x04)
- Carlos Bernardo Rodríguez como coreógrafo
- Aaron Colston como Aaron, bailarín de Pop4U (1x07)
- Lucía Guerrero como la hermana de "Bruno" (1x10)
- Antonio García como guardia civil (1x19)
- Miguel Insúa como el padre de "Bruno" (1x20)
- Jose Manjavacas como fotógrafo (1x23)
- Antonio Chamorro como anciano (1x24)
- Maarten Dannenberg como peluquero de Laura (2x03)
- Arantxa De Juan como Paloma Cuervo, madre de los cuervo (2x09)
- Nestor Gutiérrez como jugador de ajedrez (2x19)
- Paula Argüelles como fan de los Pop4U (2x23)
- Pablo Pinedo como Don Carlos, primer representante de Laura (2x26)

#### Con la colaboración especial de
- David Bustamante como él mismo (1x08)
- Luis Fernández como él mismo (1x16)
- Cristina Alcázar como Trini (2x01, 2x13, 2x15 y 2x24)
- Tony Aguilar como locutor de radio (2x05 y 2x21)
- Octavi Pujades como "El Conde" (2x11 y 2x12)
- Leire Martínez como ella misma (2x15)
- Manu Carreño como locutor de partido de futbol (2x21)
- Almudena Cid como ella misma (2x23)
- Elena Alberdi como Elena (2x23)

## Libros
En 2011 se lanzaron al mercado dos libros sobre la serie titulados "La Palabra de Maika: Todo sobre La Gira" y "La Gira: Libro de posters".
En el primero, "Maika" (El personaje interpretado por Alba Celma), explica información sobre cada uno de los personajes (como sus gustos musicales, sus mayores miedos, recuerdos de sus vida antes de ser famosos..) e información sobre la motorhome.
En el segundo se incluyen 16 pósteres y 8 postales exclusivas de la serie.
Los dos libros fueron lanzados por la editorial de Disney, Libros Disney.

## Banda sonora
El disco de "La Gira" contiene canciones cantadas por la banda ficticia "Pop4U", y la participación especial de la banda, también ficticia, "Los Cuervo". Su CD contiene 13 canciones, mientras que el DVD, 9 videos, 5 Videos musicales y 4 Clips de concierto. Se estrenó el 13 de marzo de 2012, bajo el sello de Emi music.
Además de las canciones lanzadas, existen versiones alternas de ellas interpretadas por el elenco de la serie, entre ellas "Un Beso" interpretada por Daniel Sánchez, "Superstar" por Lucía Gil y "Eléctrica" por Lucía Gil. Esto es comprobable en los episodios de la serie, aunque las grabaciones de sonido nunca fueron lanzadas enteras.
El 14 de diciembre de 2011 Disney Channel España lanzó en su canal de Youtube un villancico interpretado por Pop4U titulado "Feliz Navidad Te Deseo Cantando" compuesta por Jacobo Calderón y el ya fallecido Alejandro Nogueras. Esta canción pese a haberse creado para un villancico de Disney Channel está registrada por la discográfica Vivesporella (Tal y como se puede comprobar en el registro de la canción en SGAE).

## Banda sonora en inglés
A mediados de 2011 los protagonistas de la serie (como las bandas Pop4U y Los Cuervo) grabaron las canciones de la serie en inglés entre las que se encuentran Drive, One Kiss, Life's Gonna Happen, Ours To Win, Worthwhile, Electric, Superstar (Version en inglés), I'm Going Up y Try Again. Esto fue confirmado en Twitter por Paula Dalli, una de las protagonistas de la serie y una de los miembros del grupo ficticio "Pop4U". Hasta el día de hoy Disney solo ha liberado de estas grabaciones la canción Drive a través de iTunes en el EP La Gira. Partes de las canciones Worthwhile y Life's Gonna Happen interpretadas por Pop4U fueron filtradas en la cuenta de Instagram de Paula Dalli.
Algunas versiones en inglés de las canciones de la serie han sido liberadas por otros artistas entre los que se encuentran Ruggero Pasquarelli, Martina Russomanno, Arianna Costantin, Andrea Pisani, Juanma Rios, Cris Pedrozo, Lupe Sarrini, Lex Triton, Javier Alfaro y Judy Rios, esto es comprobable a través de webs como Discogs, iTunes, ASCAP o Broadcast Music, Inc..
Todas las canciones fueron lanzadas en inglés el 26 de diciembre de 2019 en un álbum titulado "The Tour" que es interpretado por los artistas Juanma Rios, Cris Pedrozo y Javier Alfaro con la colaboración de la cantante Judith Olmo (Bajo el pseudónimo Judy Rios). Desde febrero de 2019 se puede comprobar los artistas que iban a interpretar el álbum por el registro de las canciones en ASCAP y Broadcast Music, Inc. y después fue confirmado por el artista Juanma Rios en marzo del mismo año a través de su cuenta de Twitter (@JuanmaRiosMusic).
Está ha sido la primera vez que todas las canciones de la serie han sido lanzadas en su idioma original (El inglés).
| # | Nombre              | Escritor                                                        | Intérpretes                              | Duración |
| - | ------------------- | --------------------------------------------------------------- | ---------------------------------------- | -------- |
| 1 | Drive               | Aris Archontis, Jeannie Lurie, Chen Neeman                      | Juanma Rios, Cris Pedrozo, Javier Alfaro | 2:43     |
| 2 | Worthwhile          | Aris Archontis, Jeannie Lurie, Chen Neeman                      | Juanma Rios, Cris Pedrozo                | 3:16     |
| 3 | Electric            | Aris Archontis, Jeannie Lurie, Chen Neeman                      | Juanma Rios                              | 2:53     |
| 4 | Superstar           | Jordan Dollar (Jay L'Oreal), Courtney Rashad Dwight (C. Dwight) | Juanma Rios                              | 2:50     |
| 5 | One Kiss            | Aris Archontis, Jeannie Lurie, Chen Neeman                      | Juanma Rios                              | 2:58     |
| 6 | Life's Gonna Happen | Aris Archontis, Jeannie Lurie, Chen Neeman                      | Juanma Rios                              | 3:05     |
| 7 | Ours To Win         | Aris Archontis, Jeannie Lurie, Chen Neeman                      | Juanma Rios, Javier Alfaro               | 2:07     |
| 8 | I'm Going Up        | Aris Archontis, Jeannie Lurie, Chen Neeman                      | Juanma Rios                              | 3:07     |
| 9 | Try Again           | Aris Archontis, Jeannie Lurie, Chen Neeman                      | Juanma Rios, Cris Pedrozo, Judy Rios     | 2:53     |

## Lista de canciones
Disco 1 - CD
| #  | Nombre                   | Escritor                                                                            | Intérpretes                            | Duración |
| -- | ------------------------ | ----------------------------------------------------------------------------------- | -------------------------------------- | -------- |
| 1  | A girar                  | Aris Archontis, Jacobo Calderón, Jeannie Lurie, Chen Neeman, Alejandro Nogueras     | Lucía Gil, Paula Dalli                 | 2:42     |
| 2  | Me haces tan feliz       | Aris Archontis, Jacobo Calderón, Jeannie Lurie, Chen Neeman, Alejandro Nogueras     | Paula Dalli                            | 3:18     |
| 3  | Eléctrica                | Aris Archontis, Jacobo Calderón, Jeannie Lurie, Chen Neeman, Alejandro Nogueras     | Daniel Sánchez                         | 2:54     |
| 4  | Superstar                | Jacobo Calderón, Jay L'Oreal, Alejandro Nogueras                                    | Paula Dalli                            | 3:10     |
| 5  | Un beso                  | Aris Archontis, Jacobo Calderón, Jeannie Lurie, Chen Neeman, Alejandro Nogueras     | Lucía Gil                              | 2:58     |
| 6  | Mi vida comienza aquí    | Aris Archontis, Jacobo Calderón, Jeannie Lurie, Chen Neeman, Alejandro Nogueras     | Paula Dalli                            | 3:07     |
| 7  | Inténtalo                | Jacobo Calderón, Andy Dodd, Adam Watts                                              | Lucía Gil, Paula Dalli, Daniel Sánchez | 3:18     |
| 8  | Esta vida es una carrera | Aris Archontis, Jacobo Calderón, Jeannie Lurie, Chen Neeman, Alejandro Nogueras     | Andrea Guasch                          | 2:06     |
| 9  | Voy a subir              | Aris Archontis, Jacobo Calderón, Jeannie Lurie, Chen Neeman, Alejandro Nogueras     | Lucía Gil, Paula Dalli, Daniel Sánchez | 3:06     |
| 10 | Tú eres mi canción       | Aris Archontis, Jacobo Calderón, Jeannie Lurie, Chen Neeman                         | Lucía Gil                              | 3:02     |
| 11 | Cámbialo                 | Adam Anders, Peer Astrom, Jacobo Calderón, Nikki Hassman, Alejandro Nogueras        | Paula Dalli                            | 3:10     |
| 12 | Preparados para volar    | Aris Archontis, Jacobo Calderón, Jeannie Lurie, Chen Neeman, Alejandro Nogueras     | Lucía Gil                              | 2:57     |
| 13 | Preparados para volar    | Aris Archontis / Jacobo Calderón / Jeannie Lurie / Chen Neeman / Alejandro Nogueras | Andrea Guasch                          | 2:56     |

Disco 2 - Bonus DVD
Incluye VIDEOS MUSICALES:
| # | Nombre                   | Escritor                                                                        | Intérpretes            | Duración |
| - | ------------------------ | ------------------------------------------------------------------------------- | ---------------------- | -------- |
| 1 | A girar                  | Aris Archontis, Jacobo Calderón, Jeannie Lurie, Chen Neeman, Alejandro Nogueras | Lucía Gil, Paula Dalli | 2:42     |
| 2 | Inténtalo                | Jacobo Calderón, Andy Dodd, Adam Watts                                          | Paula Dalli            | 3:18     |
| 3 | Esta vida es una carrera | Aris Archontis, Jacobo Calderón, Jeannie Lurie, Chen Neeman, Alejandro Nogueras | Lucía Gil              | 2:06     |
| 4 | Tú eres mi canción       | Aris Archontis, Jacobo Calderón, Jeannie Lurie, Chen Neeman                     | Lucía Gil              | 3:02     |
| 5 | Cámbialo                 | Adam Anders, Peer Astrom, Jacobo Calderón, Nikki Hassman, Alejandro Nogueras    | Paula Dalli            | 3:10     |

Y clips del concierto
| # | Nombre                | Escritor                                                                        | Intérpretes                            | Duración |
| - | --------------------- | ------------------------------------------------------------------------------- | -------------------------------------- | -------- |
| 1 | Me haces tan feliz    | Aris Archontis, Jacobo Calderón, Jeannie Lurie, Chen Neeman, Alejandro Nogueras | Paula Dalli                            | 3:18     |
| 2 | Superstar             | Jacobo Calderón, Jay L'Oreal, Alejandro Nogueras                                | Paula Dalli                            | 3:10     |
| 3 | Voy a subir           | Aris Archontis, Jacobo Calderón, Jeannie Lurie, Chen Neeman, Alejandro Nogueras | Lucía Gil, Paula Dalli, Daniel Sánchez | 3:06     |
| 4 | Preparados para volar | Aris Archontis, Jacobo Calderón, Jeannie Lurie, Chen Neeman, Alejandro Nogueras | Lucía Gil                              | 2:57     |

## Episodios
| Temporada | Temporada | Episodios | España             | España              | Latinoamérica       | Latinoamérica |
| Temporada | Temporada | Episodios | Comienzo           | Final               | Comienzo            | Final         |
| --------- | --------- | --------- | ------------------ | ------------------- | ------------------- | ------------- |
|           | 1         | 26        | 4 de marzo de 2011 | 27 de enero de 2012 | 22 de abril de 2019 | 2019          |
|           | 2         | 26        | 2 de marzo de 2012 | 14 de julio de 2013 | TBA                 | TBA           |

### Temporada 1 :2011-2012
|+ Por Retraso en la cuenta de Youtube en donde se estrena no se podido además por pandemia 
| Serie | Episodio | Título                             | Estreno en España        | Estreno en Latinoamérica (Blogger) |
| --- | -------- | ---------------------------------- | ------------------------ | ---------------------------------- |
| 1 | 1        | «Foto de familia»                  | 4 de marzo de 2011       | 22 de abril de 2019                |
| Los Cuervo averiguan su verdadera situación en La Gira, serán los teloneros de los Pop4U. Secundarios: Alba Celma como Maika, Jose Ramón Iglesias como Charly, José María Sacristán como Julio, Raquel Infante como Gloria Productorejecutivo:Nacho de casa Guionista:Sonia pastor y juan ramón Ruiz de somavia |          |                                    |                          |                                    |
| 2 | 2        | «Las flores del mal»               | 4 de marzo de 2011       | 23 de abril de 2019                |
| La diabólica de Sara trama un plan terrible. Acabar con los Pop4U. Secundarios: Alba Celma como Maika, Jose Ramón Iglesias como Charly Canciones: A Girar por Pop4U |          |                                    |                          |                                    |
| 3 | 3        | «El virus»                         | 11 de marzo de 2011      | 24 de abril de 2019                |
| Los Cuervo ante su gran oportunidad. ¿Serán cabezas de cartel por un día? Secundarios: Alba Celma como Maika Canciones: Esta Vida es Una Carrera por Los Cuervo |          |                                    |                          |                                    |
| 4 | 4        | «Ovnis»                            | 18 de marzo de 2011      | 29 de abril de 2019                |
| Retenidos en medio de un bosque, de noche, a oscuras, dentro del Motorhome. Secundarios: José María Sacristán como Julio Ausentes: Lucía Gil como Laura |          |                                    |                          |                                    |
| 5 | 5        | «Nueva canción, nuevos conflictos» | 25 de marzo de 2011      | 30 de abril de 2019                |
| La líder de Los Cuervo idea otro plan para acabar con los Pop4U. Secundarios: Jose Ramón Iglesias como Charly, Raquel Infante como Gloria Canciones: Esta Vida es Una Carrera por Andrea Guasch |          |                                    |                          |                                    |
| 6 | 6        | «El baño»                          | 1 de abril de 2011       | 1 de mayo de 2019                  |
| El baño está estropeado y la avería pone en peligro la gira. Secundarios: José María Sacristán como Julio Ausentes: Lucía Gil como Laura, Andrea Guasch como Sara |          |                                    |                          |                                    |
| 7 | 7        | «El nuevo coreógrafo»              | 15 de abril de 2011      | 6 de mayo de 2019                  |
| Llega a la gira un reconocidísimo coreógrafo Secundarios: Alba Celma como Maika, Jose Ramón Iglesias como Charly Invitados: Aaron Colston |          |                                    |                          |                                    |
| 8 | 8        | «El motorista»                     | 14 de abril de 2011      | 7 de mayo de 2019                  |
| Pop4U recoge a un motorista accidentado... MUY conocido Secundarios: Alba Celma como Maika, Jose Ramón Iglesias como Charly Ausentes: Lucía Gil como Laura, Jorge Clemente como Lucas Invitados: David Bustamante Canciones: A Contracorriente por David Bustamante                                             |          |                                    |                          |                                    |
| 9 | 9        | «El cumpleaños»                    | 22 de abril de 2011      | 8 de mayo de 2019                  |
| Los Pop4U se olvidan del cumpleaños de la coach. Secundarios: Alba Celma como Maika, Raquel Infante como Gloria Ausentes: Andrea Guasch como Sara, Jorge Clemente como Lucas, Ramón San Román como Marcos Canciones: Esta Vida es Una Carrera por Pop4U                                                         |          |                                    |                          |                                    |
| 10 | 10       | «La otra fan»                      | 29 de abril de 2011      | 27 de mayo de 2019                 |
| Maika tiene miedo de dejar de ser la fan nº 1 Secundarios: Alba Celma como Maika, José María Sacristán como Julio Ausentes: Lucía Gil como Laura |          |                                    |                          |                                    |
| 11 | 11       | «No te pases de la raya»           | 6 de mayo de 2011        | 29 de mayo de 2019                 |
| La furgoneta de los Cuervo se avería... ¡vaya pandilla! Secundarios: Alba Celma como Maika |          |                                    |                          |                                    |
| 12 | 12       | «El pueblo de los teloneros»       | 13 de mayo de 2011       | 31 de mayo de 2019                 |
| La gira llega al pueblo natal de los Cuervo... ¿qué pasará? Secundarios: Alba Celma como Maika, Jose Ramón Iglesias como Charly Canciones: A Girar por Pop4U |          |                                    |                          |                                    |
| 13 | 13       | «El gran jefe»                     | 20 de mayo de 2011       | 28 de junio de 2019                |
| El jefe de la discográfica viene a visitar a los POP4U y Los Cuervo esta noche y Los Cuervo no piensan desaprovechar esta gran oportunidad Secundarios: Jose Ramón Iglesias como Charly Canciones: A Girar por Pop4U                                                                                            |          |                                    |                          |                                    |
| 14 | 14       | «El taponado»                      | 27 de mayo de 2011       | 29 de junio de 2019                |
| Los Cuervos se ven en apuros para actuar a causa de un accidente disparatado Secundarios: Alba Celma como Maika Ausentes: Lucía Gil como Laura Canciones: Esta Vida es Una Carrera por Los Cuervo |          |                                    |                          |                                    |
| 15 | 15       | «El souvenir»                      | 3 de junio de 2011       | 30 de junio de 2019                |
| ¡¡Menuda se ha armado por la pérdida de un souvenir!! Secundarios: Alba Celma como Maika Ausentes: Lucía Gil como Laura |          |                                    |                          |                                    |
| 16 | 16       | «Carambola»                        | 17 de junio de 2011      | 8 de octubre de 2019               |
| El grupo POP4U actuará en una gala benéfica con un conocido actor Secundarios: Jose Ramón Iglesias como Charly, Raquel Infante como Gloria Ausentes: Lucía Gil como Laura Invitados: Luis Fernández |          |                                    |                          |                                    |
| 17 | 17       | «El partido»                       | 24 de junio de 2011      | 10 de octubre de 2019              |
| Un enfrentamiento a cara de perro...¡Ni os imagináis como será el resultado! Secundarios: Alba Celma como Maika |          |                                    |                          |                                    |
| 18 | 18       | «La unión hace la fuerza»          | 1 de julio de 2011       | 12 de octubre de 2019              |
| Los dos grupos unidos por primera vez... ¿Qué ha pasado? Secundarios: Alba Celma como Maika, Jose Ramón Iglesias como Charly, José María Sacristán como Julio, Raquel Infante como Gloria Canciones: Voy A Subir por Pop4U                                                                                      |          |                                    |                          |                                    |
| 19 | 19       | «Control policial»                 | 15 de julio de 2011      | 14 de octubre de 2019              |
| Atascados en una carretera, la policía dentro del Motorhome Secundarios: José María Sacristán como Julio Ausentes: Lucía Gil como Laura |          |                                    |                          |                                    |
| 20 | 20       | «La Beca»                          | 29 de julio de 2011      | 8 de diciembre de 2020             |
| El padre de Bruno viene a buscarlo para llevárselo a Londres Secundarios: Alba Celma como Maika, Jose Ramón Iglesias como Charly, José María Sacristán como Julio Ausentes: Lucía Gil como Laura Canciones: Un Beso por Dani Sánchez                                                                            |          |                                    |                          |                                    |
| 21 | 21       | «Mi vida sin Maika»                | 19 de agosto de 2011     | 19 de mayo de 2023                 |
| Los Pop4U están cansados de su fan n.º 1, Maika, así que ella decide tomar una decisión. Secundarios: Alba Celma como Maika, José María Sacristán como Julio |          |                                    |                          |                                    |
| 22 | 22       | «El Robo»                          | 26 de agosto de 2011     | Enero de 2021                      |
| Sara encuentra otra gran oportunidad para desestabilizar a los Pop4U. Secundarios: Jose Ramón Iglesias como Charly, Raquel Infante como Gloria Canciones: Me Haces Tan Feliz por Pop4U |          |                                    |                          |                                    |
| 23 | 23       | «La playa»                         | 2 de septiembre de 2011  | Enero de 2021                      |
| ¡¡Un par de días para ir a la playa!! una alegría que acaba durante muy poco... Secundarios: Jose Ramón Iglesias como Charly Ausentes: Lucía Gil como Laura |          |                                    |                          |                                    |
| 24 | 24       | «Supervivientes»                   | 16 de septiembre de 2011 | 2021                               |
| El Motorhome y la Furgoneta se quedan abandonados sin gasolina en el quinto pino. Secundarios: Alba Celma como Maika, José María Sacristán como Julio, Raquel Infante como Gloria Ausentes: Lucía Gil como Laura                                                                                                |          |                                    |                          |                                    |
| 25 | 25       | «Nunca me han besado»              | 27 de enero de 2012      | TBA                                |
| Laura y Lucas forman un dueto musical muy romántico... y ¡tienen que besarse en el escenario! Secundarios: Alba Celma como Maika, Jose Ramón Iglesias como Charly Canciones: Un Beso por Lucía Gil y Jorge Clemente Nota: El final es totalmente sorprendente.                                                  |          |                                    |                          |                                    |
| 26 | 26       | «Laura no está, Laura se fue»      | 27 de enero de 2012      | TBA                                |
| ¿Dejará Laura Pop4U? Secundarios: Alba Celma como Maika, Jose Ramón Iglesias como Charly |          |                                    |                          |                                    |

### Temporada 2: 2012-2013
| Serie                                                                          | Episodio | Título                       | Estreno en España      | Estreno en Latinoamérica (Blogger) |
| ------------------------------------------------------------------------------ | -------- | ---------------------------- | ---------------------- | ---------------------------------- |
| 27                                                                             | 1        | «El Reencuentro»             | 2 de marzo de 2012     | TBA                                |
| 28                                                                             | 2        | «El Bailarín»                | 2 de marzo de 2012     | TBA                                |
| 29                                                                             | 3        | «La Carpa»                   | 9 de marzo de 2012     | TBA                                |
| 30                                                                             | 4        | «El Fan Fatal»               | 9 de marzo de 2012     | TBA                                |
| 31                                                                             | 5        | «Ponte En Mi Lugar»          | 16 de marzo de 2012    | TBA                                |
| Nota: Por error este episodio fue estrenado antes en la web de Disney Channel. |          |                              |                        |                                    |
| 32                                                                             | 6        | «El Mago Marcos»             | 16 de marzo de 2012    | TBA                                |
| 33                                                                             | 7        | «La Mosca Tse-Tse»           | 30 de marzo de 2012    | TBA                                |
| 34                                                                             | 8        | «La Apuesta»                 | 30 de marzo de 2012    | TBA                                |
| 35                                                                             | 9        | «De este Huevo, este Cuervo» | 13 de abril de 2012    | TBA                                |
| 36                                                                             | 10       | «La Canción Perfecta»        | 13 de abril de 2012    | TBA                                |
| 37                                                                             | 11-12    | «Me Piro, Vampiro»           | 27 de abril de 2012    | TBA                                |
| 38                                                                             | 13       | «La Subasta»                 | 18 de mayo de 2012     | TBA                                |
| 39                                                                             | 14       | «La Máquina del Tiempo»      | 18 de mayo de 2012     | TBA                                |
| 40                                                                             | 15       | «Las Desapariciones»         | 1 de junio de 2012     | TBA                                |
| 41                                                                             | 16       | «Enséñame a bailar»          | 1 de junio de 2012     | TBA                                |
| 42                                                                             | 17       | «Ella Canta Sola»            | 2 de noviembre de 2012 | TBA                                |
| 43                                                                             | 18       | «La Mascota»                 | 2 de noviembre de 2012 | TBA                                |
| 44                                                                             | 19       | «El Escarabajo de Jade»      | 9 de noviembre de 2012 | TBA                                |
| 45                                                                             | 20       | «El libro»                   | 9 de noviembre de 2012 | TBA                                |
| 46                                                                             | 21       | «No Sin Mi Premio»           | 12 de febrero de 2013  | TBA                                |
| 47                                                                             | 22       | «Una Canción Para Lucas»     | 12 de febrero de 2013  | TBA                                |
| 48                                                                             | 23       | «La Gran Escapada»           | 14 de julio de 2013    | TBA                                |
| 49                                                                             | 24       | «Duelo en sol sostenido»     | 14 de julio de 2013    | TBA                                |
| 50-51                                                                          | 25-26    | «El Girar Se Va A Acabar»    | 14 de julio de 2013    | TBA                                |